# Ana del Rosario Montrosis
Ana del Rosario Montrosis Guaje (Valdivia, 20 de diciembre de 1969) es una crítica literaria, poeta y columnista chilena en el periódico datos sur de Puerto Montt, para-diario la Florida y en el periódico San Bernardino, entre otros.

## Biografía
Actualmente se encuentra radicada en San Bernardo hace 25 años. Su aporte a la comuna es que funda el centro cultural artístico y literario "Otro Sur", también ha participado en distintas ferias y encuentros literarios tanto en Chile como en el extranjero, como concursante o como parte de los autores invitados.
Ana Montrosis nace el 20 de diciembre de 1969, hija de Alberto Montrosis Ojeda y Rosario del Carmen Guaje Miranda, luego de terminar su época escolar entra en la Universidad Austral de Chile en la cual estudio turismo y luego administración de empresas, posteriormente emigró a San Bernardo, donde se interesa por la historia de la comuna y realiza una Tesis de Análisis a cerca del Festival Nacional del Folclore, su relación con la comuna la incentiva a ingresar a los talleres de la casa de la cultura Manuel Magallanes Moure ubicada en San Bernardo. En el año 2008 funda la revista virtual “pluma negra” en atina Chile. a lo largo de su carrera ha participado escritora invitada en las ferias del libro de Santiago, Antofagasta y La Serena, representando a la comuna de San Bernardo.
Colaboró en la organización de los encuentros internacionales de Chile poesía 2008 y Poquita fe en el 2009. Escritora invitada en el año 2010 fue invitada como jurado en la 2.ª versión de los juegos florales de Buenos Aires (Argentina), en la 7.ª versión del festival internacional Cielo Abierto en Lima (Perú) como escritora invitada en el 2014,y a la 9.ª versión del festival Barranca Perú
Directora del Centro Cultural Otro Sur 2008- 2011
Jurado en los II juegos Florales Universidad Tortuguita, Buenos Aires  2010
Gestora cultural de CHILEPOESIA, San Bernardo 2008
Gestora cultural de POQUITAFE, San Bernardo 2009
Crítica Literaria en el Periódico DATO SUR, Puerto Montt 2010- 2015
Tallerista en Sociedad de Escritores de Chile  2016
Expositora en el  Festival Cielo abierto Barranca, Perú  2011- 2012- 2014 y 2015
Jurado en los II juegos Florales Universidad Tortuguita, Buenos Aires 2010
Expositora sobre poesía Chilena y presentación de libros, Miami 2016
Editora de la editorial Verbodesnudo, 2016-2019
Profesional de apoyo técnico en temas de Género, Medio Ambiente y Cultura.  Asociación de Municipios Ciudad Sur 2018-2019

## Poesía
- Tacones bajo la luna (editorial Puerto alegre 2007)[2]
- Austral, 1.ª edición (editorial Segismundo, 2013), 2.ª edición (editorial Piélago, 2016)
- Mi ultimo cuerpo (Gráfica Lom, 2013)
- Despatriada (Editorial Cielo Abierto, 2014 Barranca, Perú)
- Tacones bajo la luna, 2.ª edición (Editorial Verbodesnudo, 2018)
- Premio Municipal de literatura de San Bernardo con el libro Mi último cuerpo, 2016[3]